# Pucuato
Pucuato är en ort i Mexiko.   Den ligger i kommunen Hidalgo och delstaten Michoacán de Ocampo, i den södra delen av landet, 170 km väster om huvudstaden Mexico City. Pucuato ligger 2 511 meter över havet och antalet invånare är 638.
Terrängen runt Pucuato är huvudsakligen kuperad, men västerut är den bergig. Runt Pucuato är det ganska tätbefolkat, med 90 invånare per kvadratkilometer. Närmaste större samhälle är Ciudad Hidalgo, 18,7 km nordost om Pucuato. I omgivningarna runt Pucuato växer huvudsakligen savannskog.